# WWF Road to WrestleMania
WWF Road to WrestleMania — это видеоигра, выпущенная компанией THQ для портативной консоли Game Boy Advance, основанная на одноименном платном шоу World Wrestling Federation. Это была первая игра WWF, выпущенная на Game Boy Advance, и единственная, выпущенная под именем WWF, поскольку в 2002 году промоушен был переименован. Основной частью игры является режим сезона, в котором игроки должны выигрывать матчи, чтобы получить титул чемпиона в тяжелом весе.
Продолжение серии — WWE Road to WrestleMania X8

## Отзывы
| Сводный рейтинг    | Сводный рейтинг |
| Агрегатор          | Оценка          |
| ------------------ | --------------- |
| GameRankings       | 62,23 %         |
| Metacritic         | 62/100          |
| Иноязычные издания |                 |
| Издание            | Оценка          |
| CVG                | 6/10            |
| GameSpot           | 7,8/10          |
| GameZone           | 8/10            |
| IGN                | 3/10            |
| Nintendo Power     | 3,2/5           |

Игра получила смешанные отзывы согласно сайту Metacritic.